# 心叶西番莲
心叶西番莲（学名：Passiflora eberhardtii）为西番莲科西番莲属下的一个种。